# Ricardo Anckerman
Ricardo Anckerman Riera (Palma de Mallorca, 1842-Palma de Mallorca, 1907) fue un pintor español.

## Biografía
Natural de Palma de Mallorca, fue discípulo de la Escuela de Bellas Artes de aquella localidad, en la que obtuvo diversos premios, y también de Fausto Morell. En la Exposición Nacional de Bellas Artes de 1864, celebrada en Madrid, le fue conferida una mención honorífica especial por los cuadros en los que representaba a Caín y Abel.
En la de 1866, en la que también alcanzó mención honorífica, expuso tres obras de igual carácter: Adán, Eva y Ariadna, sacerdotisa de Baco. En 1874 fue nombrado individuo corresponsal de la Academia de San Fernando en las Baleares. En la Exposición de Palma de Mallorca de 1876, presentó El paseo de les cuatre campanes, y concurrió a la Exposición Universal de París de 1878 con Un borracho y Una Manola tocando la guitarra, lienzos de la propiedad de Juan Palou y Coll, y El gabinete de un anticuario, de José Fabres y Santander.
Falleció en 1907 en la capital en la que había nacido.